# ハスラー・マガジン対ファルウェル事件
ハスラー・マガジン・インク対ファルウェル事件（ハスラーマガジンインクたいファルウェルじけん、Hustler Magazine, Inc. v. Falwell）485 U.S. 46 (1988)は、アメリカ合衆国憲法修正第1条と修正第14条により、公人は平均的な人物が事実として認識しないような戯画、パロディ、風刺によって精神的苦痛を受けたとしても、故意による精神的苦痛の惹起 (IIED)を理由とする損害賠償請求を行うことができないと合衆国最高裁判所が判決した事件。
8–0の票決で、最高裁はテレビ伝道師、政治コメンテーターのジェリー・ファルウェルが近親相姦に耽っていると描写したパロディ広告を掲載した『ハスラー』誌を支持する判決を下した。ファルウェルは公人であり、パロディの内容が一般的に事実であると考えられない内容であったため、表現の自由が保障されると判断した。そのため、最高裁は、ファルウェルがこの広告によって受けた精神的苦痛は、公務員と公人への批判的表現に対する修正第1条の保護を無効化するための理由として十分ではないと判示した。